# B. Nagy János (kémikus)
B. Nagy János (Akasztó, 1941. november 20. –) magyar fizikai kémikus. A Magyar Tudományos Akadémia tagja (külső: 2001), professzor emeritus.

## Életpályája
A második világháború idején családjával Kárpátaljára költözött, majd egy Győr környéki faluba került. A győri bencés gimnáziumban tanult. 1956-ban emigrált Magyarországról; először Ausztriába, majd Belgiumba. 1965-ben diplomázott a Leuveni Katolikus Egyetemen. 1967–1974 között a Leuveni Katolikus Egyetem tanársegéde volt. 1970-ben PhD. fokozatot szerzett. 1970 óta a Belga Királyi Kémiai Társaság és az Amerikai Kémiai Társaság tagja. 1970–1971 között a New York-i Állami Egyetemen dolgozott. 1974-től a Namuri Egyetemen oktat; 1982–2001 között rendkívüli professzora, 2001-től rendes professzora. 1980 óta a Nemzetközi Zeolit Társaság tagja. 1995-től a Mágneses Rezonancialaboratórium igazgatója. 1999 óta a Szegedi Tudományegyetem díszdoktora. 2001 óta a Magyar Tudományos Akadémia külső tagja. 2002-ben Pirard professzorral megalapította a Nanocyl Társaságot, a Namuri és a Liége-i Egyetem spinoff vállalkozásaként, magánbefektetők támogatásával.
Kutatási területe a donor-akceptor komplexek kémiája, a heterogén katalízis, a zeolitok katalitikus tulajdonságai, a fullerének előállítása, tisztítása és oldhatósága.

## Díjai
- Jean Stas-díj (1970)
- Pierre Bruylants-díj (1970)
- a Lipót Rend tisztje (1988)
- a Lipót Rend nagytisztje (2001)
- az év legjobb namuri polgára cím (2002)
- az év vallonja (2004)
- a Szuverén Máltai Lovagrend lovagja (2005)
- Akasztó díszpolgára (2005)
- A Magyar Érdemrend tisztikeresztje (2016)